# ریتا کادیلاک
ریتا کادیلاک (انگلیسی: Rita Cadillac؛ زاده ۱۳ ژوئن ۱۹۵۴) یک بازیگر پورنوگرافی اهل برزیل است.